# Southington
Southington ist eine Stadt (Town) im Hartford County im US-Bundesstaat Connecticut, Vereinigte Staaten, mit gut 40.000 Einwohnern.
Der Ort ist Schauplatz des Horrorfilms Das Haus der Dämonen und dessen Vorlage. Vier Kilometer nördlich der Stadt in Bristol befinden sich der Vergnügungspark Lake Compounce und der Sportsender ESPN.

## Persönlichkeiten
- Marcus H. Holcomb (1844–1932), Politiker
- Albert W. Hull (1880–1966), Physiker
- Lisa Robin Kelly (1970–2013), Schauspielerin
- Mansfield Merriman (1848–1925), Bauingenieur
- Chris Murphy (* 1973), Politiker
- Edward Robinson (1794–1863), Theologe
- W. A. Robertson (1837–1889), Politiker
- Charles Upson (1821–1885), Politiker
- Charles Zwick (1926–2018), geboren in Plantsville, Wirtschaftsmanager, Bankmanager und Regierungsbeamter